# Rally de Portugal de 2021
El Rally de Portugal de 2021, oficialmente Vodafone Rally de Portugal, fue la quincuagésima cuarta edición y la cuarta ronda de la temporada 2021 del Campeonato Mundial de Rally. Se celebró del 20 al 23 de mayo y contó con un itinerario de veinte tramos sobre tierra que sumaron un total de 337,51 km cronometrados. Esta prueba fue también la cuarta ronda de los campeonatos WRC 2, WRC 3 y la segunda del JWRC.

## Lista de inscritos
| Num.                     | Piloto                  | Copiloto                   | Automóvil              | Equipo                           | Neumático |
| ------------------------ | ----------------------- | -------------------------- | ---------------------- | -------------------------------- | --------- |
| 1                        | Sébastien Ogier         | Julien Ingrassia           | Toyota Yaris WRC       | Toyota Gazoo Racing WRT          | P         |
| 6                        | Dani Sordo              | Borja Rozada               | Hyundai i20 Coupe WRC  | Hyundai Shell Mobis WRT          | P         |
| 7                        | Pierre-Louis Loubet     | Florian Haut-Labourdette   | Hyundai i20 Coupe WRC  | Hyundai 2C Competition           | P         |
| 8                        | Ott Tänak               | Martin Järveoja            | Hyundai i20 Coupe WRC  | Hyundai Shell Mobis WRT          | P         |
| 11                       | Thierry Neuville        | Martijn Wydaeghe           | Hyundai i20 Coupe WRC  | Hyundai Shell Mobis WRT          | P         |
| 16                       | Adrien Fourmaux         | Renaud Jamoul              | Ford Fiesta WRC        | M-Sport Ford WRT                 | P         |
| 18                       | Takamoto Katsuta        | Daniel Barritt             | Toyota Yaris WRC       | Toyota Gazoo Racing WRT          | P         |
| 33                       | Elfyn Evans             | Scott Martin               | Toyota Yaris WRC       | Toyota Gazoo Racing WRT          | P         |
| 44                       | Gus Greensmith          | Chris Patterson            | Ford Fiesta WRC        | M-Sport Ford WRT                 | P         |
| 67                       | Cyrille Féraud          | Benoît Manzo               | Citroën DS3 WRC        | Cyrille Féraud                   | P         |
| 69                       | Kalle Rovanperä         | Jonne Halttunen            | Toyota Yaris WRC       | Toyota Gazoo Racing WRT          | P         |
| 21                       | Marco Bulacia Wilkinson | Marcelo Der Ohannesian     | Škoda Fabia Rally2 evo | Toksport WRT                     | P         |
| 22                       | Esapekka Lappi          | Janne Ferm                 | Volkswagen Polo GTI R5 | SC Movisport                     | P         |
| 23                       | Mads Østberg            | Torstein Eriksen           | Citroën C3 Rally2      | Tagai Racing Technology WRT      | P         |
| 24                       | Teemu Suninen           | Mikko Markkula             | Ford Fiesta Rally2     | M-Sport Ford WRT                 | P         |
| 25                       | Nikolay Gryazin         | Konstantin Aleksandrov     | Volkswagen Polo GTI R5 | SC Movisport                     | P         |
| 26                       | Eric Camilli            | Benjamin Veillas           | Citroën C3 Rally2      | Sports&You                       | P         |
| 27                       | Ole Christian Veiby     | Jonas Andersson            | Hyundai i20 NG R5      | Hyundai Motorsport N             | P         |
| 28                       | Martin Prokop           | Viktor Chytka              | Ford Fiesta Rally2     | M-Sport Ford WRT                 | P         |
| 30                       | Oliver Solberg          | Aaron Johnston             | Hyundai i20 NG R5      | Hyundai Motorsport N             | P         |
| 31                       | Tom Kristensson         | David Arhusiander          | Ford Fiesta Rally2     | M-Sport Ford WRT                 | P         |
| 32                       | Yohan Rossel            | Alexandre Coria            | Citroën C3 Rally2      | Yohan Rossel                     | P         |
| 34                       | Nicolas Ciamin          | Yannick Roche              | Citroën C3 Rally2      | Nicolas Ciamin                   | P         |
| 35                       | Kajetan Kajetanowicz    | Maciej Szczepaniak         | Škoda Fabia Rally2 evo | Kajetan Kajetanowicz             | P         |
| 36                       | Egon Kaur               | Silver Simm                | Volkswagen Polo GTI R5 | Kaur Motorsport                  | P         |
| 37                       | Emil Lindholm           | Mikael Korhonen            | Škoda Fabia Rally2 evo | Emil Lindholm                    | P         |
| 38                       | Chris Ingram            | Ross Whittock              | Škoda Fabia Rally2 evo | Chris Ingram                     | P         |
| 39                       | Fabrizio Zaldívar       | Carlos del Barrio          | Škoda Fabia Rally2 evo | Fabrizio Zaldívar                | P         |
| 40                       | Gregor Jeets            | Andrus Toom                | Škoda Fabia Rally2 evo | Gregor Jeets                     | P         |
| 41                       | Niki Mayr-Melnhof       | Leopold Welsersheimb       | Ford Fiesta Rally2     | Niki Mayr-Melnhof                | P         |
| 42                       | Armindo Araújo          | Luís Ramalho               | Škoda Fabia Rally2 evo | Armindo Araújo                   | P         |
| 43                       | Bruno Magalhães         | Carlos Magalhães           | Hyundai i20 R5         | Bruno Magalhães                  | P         |
| 45                       | Ricardo Teodósio        | José Teixeira              | Škoda Fabia Rally2 evo | Ricardo Teodósio                 | P         |
| 46                       | José Pedro Fontes       | Inês Ponte                 | Citroën C3 Rally2      | José Pedro Fontes                | P         |
| 47                       | Bernardo Sousa          | Victor Calado              | Škoda Fabia R5         | Bernardo Sousa                   | P         |
| 48                       | Miguel Correia          | António Costa              | Škoda Fabia Rally2 evo | Miguel Correia                   | P         |
| 49                       | Alberto Heller          | Marc Martí                 | Citroën C3 Rally2      | Alberto Heller                   | P         |
| 50                       | Pedro Meireles          | Mário Castro               | Volkswagen Polo GTI R5 | Pedro Meireles                   | P         |
| 51                       | Jan Solans              | Rodrigo Sanjuan de Eusebio | Citroën C3 Rally2      | Jan Solans                       | P         |
| 52                       | Pepe López              | Diego Vallejo              | Škoda Fabia Rally2 evo | Pepe López                       | P         |
| 53                       | Paulo Neto              | Vítor Hugo                 | Škoda Fabia R5         | Paulo Neto                       | P         |
| 54                       | Emilio Fernández        | Rubén García               | Škoda Fabia Rally2 evo | Emilio Fernández                 | P         |
| 55                       | Diogo Salvi             | Jorge Eduardo Carvalho     | Škoda Fabia R5         | Diogo Salvi                      | P         |
| 56                       | Josh McErlean           | Keaton Williams            | Hyundai i20 R5         | Josh McErlean                    | P         |
| 57                       | André Villas-Boas       | Gonçalo Magalhães          | Citroën C3 Rally2      | André Villas-Boas                | P         |
| 58                       | João Fernando Ramos     | José Janela                | Škoda Fabia R5         | João Fernando Ramos              | P         |
| 59                       | Jon Armstrong           | Phil Hall                  | Ford Fiesta Rally4     | Codemasters DiRT Rally Team      | P         |
| 60                       | Mārtiņš Sesks           | Renars Francis             | Ford Fiesta Rally4     | LMT Autosporta Akadēmija         | P         |
| 61                       | Sami Pajari             | Marko Salminen             | Ford Fiesta Rally4     | Porvoon Autopalvelu              | P         |
| 62                       | Lauri Joona             | Ari Koponen                | Ford Fiesta Rally4     | Team Flying Finn                 | P         |
| 63                       | Martin Koči             | Petr Těšínský              | Ford Fiesta Rally4     | Styllex Motorsport s.r.o.        | P         |
| 64                       | William Creighton       | Liam Regan                 | Ford Fiesta Rally4     | Motorsport Ireland Rally Academy | P         |
| 65                       | Raul Badiu              | Rareș Fetean               | Ford Fiesta Rally4     | Raul Badiu                       | P         |
| 66                       | Robert Virves           | Sander Pruul               | Ford Fiesta Rally4     | Autosport Team Estonia           | P         |
| Fuente: ewrc-results.com |                         |                            |                        |                                  |           |

## Itinerario
| Día                      | Tramo | Nombre                | Distancia | Ganador de la etapa | Automóvil             | Tiempo  | Líder de la general |
| ------------------------ | ----- | --------------------- | --------- | ------------------- | --------------------- | ------- | ------------------- |
| Día 1 (20 mayo)          | —     | Paredes (Shakedown)   | 4.60 km   | Elfyn Evans         | Toyota Yaris WRC      | 3:05.9  | —                   |
| Día 2 (21 mayo)          | SS1   | Lousã 1               | 12.35 km  | Ott Tänak           | Hyundai i20 Coupe WRC | 9:04.7  | Ott Tänak           |
| Día 2 (21 mayo)          | SS2   | Góis 1                | 19.51 km  | Dani Sordo          | Hyundai i20 Coupe WRC | 12:59.0 | Dani Sordo          |
| Día 2 (21 mayo)          | SS3   | Arganil 1             | 18.82 km  | Dani Sordo          | Hyundai i20 Coupe WRC | 11:54.4 | Dani Sordo          |
| Día 2 (21 mayo)          | SS4   | Lousã 2               | 12.35 km  | Kalle Rovanperä     | Toyota Yaris WRC      | 9:02.6  | Dani Sordo          |
| Día 2 (21 mayo)          | SS5   | Góis 2                | 19.51 km  | Dani Sordo          | Hyundai i20 Coupe WRC | 13:04.4 | Dani Sordo          |
| Día 2 (21 mayo)          | SS6   | Arganil 2             | 18.82 km  | Ott Tänak           | Hyundai i20 Coupe WRC | 11:52.4 | Dani Sordo          |
| Día 2 (21 mayo)          | SS7   | Mortágua              | 18.16 km  | Sébastien Ogier     | Toyota Yaris WRC      | 11:42.7 | Ott Tänak           |
| Día 2 (21 mayo)          | SS8   | SSS Lousada           | 3.36 km   | Ott Tänak           | Hyundai i20 Coupe WRC | 2:31.4  | Ott Tänak           |
| Día 3 (22 mayo)          | SS9   | Vieira do Minho 1     | 20.64 km  | Ott Tänak           | Hyundai i20 Coupe WRC | 12:41.7 | Ott Tänak           |
| Día 3 (22 mayo)          | SS10  | Cabeceiras de Basto 1 | 22.37 km  | Ott Tänak           | Hyundai i20 Coupe WRC | 13:33.7 | Ott Tänak           |
| Día 3 (22 mayo)          | SS11  | Amarante 1            | 37.92 km  | Ott Tänak           | Hyundai i20 Coupe WRC | 24:11.9 | Ott Tänak           |
| Día 3 (22 mayo)          | SS12  | Vieira do Minho 2     | 20.64 km  | Elfyn Evans         | Toyota Yaris WRC      | 12:36.6 | Ott Tänak           |
| Día 3 (22 mayo)          | SS13  | Cabeceiras de Basto 2 | 22.37 km  | Ott Tänak           | Hyundai i20 Coupe WRC | 13:36.4 | Ott Tänak           |
| Día 3 (22 mayo)          | SS14  | Amarante 2            | 37.92 km  | Elfyn Evans         | Toyota Yaris WRC      | 24:21.0 | Elfyn Evans         |
| Día 3 (22 mayo)          | SS15  | SSS Porto - Foz       | 3.30 km   | Dani Sordo          | Hyundai i20 Coupe WRC | 3:04.1  | Elfyn Evans         |
| Día 4 (23 mayo)          | SS16  | Felgueiras 1          | 9.18 km   | Elfyn Evans         | Toyota Yaris WRC      | 6:05.1  | Elfyn Evans         |
| Día 4 (23 mayo)          | SS17  | Montim                | 8.75 km   | Elfyn Evans         | Toyota Yaris WRC      | 5:44.6  | Elfyn Evans         |
| Día 4 (23 mayo)          | SS18  | Fafe 1                | 11.18 km  | Thierry Neuville    | Hyundai i20 Coupe WRC | 6:39.2  | Elfyn Evans         |
| Día 4 (23 mayo)          | SS19  | Felgueiras 2          | 9.18 km   | Elfyn Evans         | Toyota Yaris WRC      | 6:03.7  | Elfyn Evans         |
| Día 4 (23 mayo)          | SS20  | Fafe 2 (Power Stage)  | 11.18 km  | Ott Tänak           | Hyundai i20 Coupe WRC | 6:27.2  | Elfyn Evans         |
| Fuente: ewrc-results.com |       |                       |           |                     |                       |         |                     |

### Power stage
El power stage fue una etapa de 11.18 km al final del rally. Se otorgaron puntos adicionales del Campeonato Mundial a los cinco más rápidos.
| Pos. | Piloto           | Copiloto         | Coche                 | Equipo                  | Tiempo | Puntos |
| ---- | ---------------- | ---------------- | --------------------- | ----------------------- | ------ | ------ |
| 1    | Ott Tänak        | Martin Järveoja  | Hyundai i20 Coupe WRC | Hyundai Shell Mobis WRT | 6:27.2 | 5      |
| 2    | Thierry Neuville | Martijn Wydaeghe | Hyundai i20 Coupe WRC | Hyundai Shell Mobis WRT | +1.6   | 4      |
| 3    | Sébastien Ogier  | Julien Ingrassia | Toyota Yaris WRC      | Toyota Gazoo Racing WRT | +5.4   | 3      |
| 4    | Kalle Rovanperä  | Jonne Halttunen  | Toyota Yaris WRC      | Toyota Gazoo Racing WRT | +6.9   | 2      |
| 5    | Elfyn Evans      | Scott Martin     | Toyota Yaris WRC      | Toyota Gazoo Racing WRT | +10.6  | 1      |

## Clasificación final
| World Rally Championship        | World Rally Championship | World Rally Championship | World Rally Championship | World Rally Championship         | World Rally Championship | World Rally Championship | World Rally Championship |
| Pos.                            | Piloto                   | Copiloto                 | Automóvil                | Equipo                           | Neumático                | Tiempo                   | Puntos                   |
| ------------------------------- | ------------------------ | ------------------------ | ------------------------ | -------------------------------- | ------------------------ | ------------------------ | ------------------------ |
| 1                               | Elfyn Evans              | Scott Martin             | Toyota Yaris WRC         | Toyota Gazoo Racing WRT          | P                        | 3:38:26.2                | 25                       |
| 2                               | Dani Sordo               | Borja Rozada             | Hyundai i20 Coupe WRC    | Hyundai Shell Mobis WRT          | P                        | +28.3                    | 18                       |
| 3                               | Sébastien Ogier          | Julien Ingrassia         | Toyota Yaris WRC         | Toyota Gazoo Racing WRT          | P                        | +1:23.6                  | 15                       |
| 4                               | Takamoto Katsuta         | Daniel Barritt           | Toyota Yaris WRC         | Toyota Gazoo Racing WRT          | P                        | +2:28.4                  | 12                       |
| 5                               | Gus Greensmith           | Chris Patterson          | Ford Fiesta WRC          | M-Sport Ford WRT                 | P                        | +4:52.7                  | 10                       |
| 6                               | Adrien Fourmaux          | Renaud Jamoul            | Ford Fiesta WRC          | M-Sport Ford WRT                 | P                        | +5:03.4                  | 8                        |
| 7                               | Esapekka Lappi           | Janne Ferm               | Volkswagen Polo GTI R5   | SC Movisport                     | P                        | +9:37.2                  | 6                        |
| 8                               | Teemu Suninen            | Mikko Markkula           | Ford Fiesta Rally2       | M-Sport Ford WRT                 | P                        | +11:20.0                 | 4                        |
| 9                               | Mads Østberg             | Torstein Eriksen         | Citroën C3 Rally2        | Tagai Racing Technology WRT      | P                        | +12:01.5                 | 2                        |
| 10                              | Nikolay Gryazin          | Konstantin Aleksandrov   | Volkswagen Polo GTI R5   | SC Movisport                     | P                        | +12:35.8                 | 1                        |
| World Rally Championship 2      |                          |                          |                          |                                  |                          |                          |                          |
| 1 (7.)                          | Esapekka Lappi           | Janne Ferm               | Volkswagen Polo GTI R5   | SC Movisport                     | P                        | 3:48:03.4                | 25                       |
| 2 (8.)                          | Teemu Suninen            | Mikko Markkula           | Ford Fiesta Rally2       | M-Sport Ford WRT                 | P                        | +1:42.8                  | 18                       |
| 3 (9.)                          | Mads Østberg             | Torstein Eriksen         | Citroën C3 Rally2        | Tagai Racing Technology WRT      | P                        | +2:24.3                  | 15                       |
| 4 (10.)                         | Nikolay Gryazin          | Konstantin Aleksandrov   | Volkswagen Polo GTI R5   | SC Movisport                     | P                        | +2:58.6                  | 12                       |
| 5 (11.)                         | Oliver Solberg           | Aaron Johnston           | Hyundai i20 NG R5        | Hyundai Motorsport N             | P                        | +3:13.5                  | 10                       |
| World Rally Championship 3      |                          |                          |                          |                                  |                          |                          |                          |
| 1 (13.)                         | Kajetan Kajetanowicz     | Maciej Szczepaniak       | Škoda Fabia Rally2 Evo   | Kajetan Kajetanowicz             | P                        | 3:52:49.7                | 25                       |
| 2 (14.)                         | Yohan Rossel             | Alexandre Coria          | Citroën C3 Rally2        | Yohan Rossel                     | P                        | +5.6                     | 18                       |
| 3 (15.)                         | Chris Ingram             | Ross Whittock            | Škoda Fabia Rally2 Evo   | Chris Ingram                     | P                        | +55.3                    | 15                       |
| 4 (16.)                         | Nicolas Ciamin           | Yannick Roche            | Citroën C3 Rally2        | Nicolas Ciamin                   | P                        | +1:31.5                  | 12                       |
| 5 (17.)                         | Josh McErlean            | Keaton Williams          | Hyundai i20 R5           | Josh McErlean                    | P                        | +4:10.8                  | 10                       |
| Junior World Rally Championship |                          |                          |                          |                                  |                          |                          |                          |
| 1 (25.)                         | Mārtiņš Sesks            | Renars Francis           | Ford Fiesta Rally4       | LMT Autosporta Akadēmija         | P                        | 4:15:52.7                | 25                       |
| 2 (28.)                         | Sami Pajari              | Marko Salminen           | Ford Fiesta Rally4       | Porvoon Autopalvelu              | P                        | +3:11.8                  | 18                       |
| 3 (32.)                         | Robert Virves            | Sander Pruul             | Ford Fiesta Rally4       | Autosport Team Estonia           | P                        | +11:48.1                 | 15                       |
| 4 (41.)                         | Martin Koči              | Petr Těšínský            | Ford Fiesta Rally4       | Styllex Motorsport s.r.o.        | P                        | +38:44.8                 | 12                       |
| 5 (42.)                         | William Creighton        | Liam Regan               | Ford Fiesta Rally4       | Motorsport Ireland Rally Academy | P                        | +40:44.9                 | 10                       |
| Fuente: ewrc-results.com        |                          |                          |                          |                                  |                          |                          |                          |

## Clasificaciones tras el rally
| Posición | Piloto           | Puntos | Cambios de posición |
| -------- | ---------------- | ------ | ------------------- |
| 1        | Sébastien Ogier  | 79     | Sin cambios         |
| 2        | Elfyn Evans      | 77     | Crecimiento         |
| 3        | Thierry Neuville | 57     | Decrecimiento       |
| 4        | Ott Tänak        | 45     | Sin cambios         |
| 5        | Kalle Rovanperä  | 41     | Sin cambios         |

| Posición | Equipo                  | Puntos | Cambios de posición |
| -------- | ----------------------- | ------ | ------------------- |
| 1        | Toyota Gazoo Racing WRT | 183    | Sin cambios         |
| 2        | Hyundai Shell Mobis WRT | 146    | Sin cambios         |
| 3        | M-Sport Ford WRT        | 64     | Sin cambios         |
| 4        | Hyundai 2C Competition  | 28     | Sin cambios         |